# 中华甜茅
中华甜茅（学名：Glyceria chinensis）为禾本科甜茅属下的一个种。